# TAI Anka
El TAI Anka es una familia de vehículos aéreos no tripulados desarrollados por Turkish Aerospace Industries principalmente para la Fuerza Aérea de Turquía. Concebido a principios de la década de 2000 para misiones de vigilancia y reconocimiento aéreo, Anka ha evolucionado hasta convertirse en una plataforma modular con radar de apertura sintética, armas precisas y comunicación por satélite.
La versión básica, Anka-A, fue clasificada como un vehículo aéreo no tripulado de altitud media y gran autonomía (MALE) para misiones de reconocimiento. Introducido en 2010, Anka obtuvo su primer contrato en 2013 con la Fuerza Aérea Turca. La Fuerza solicitó más estudios sobre tecnologías avanzadas de inteligencia, reconocimiento y comunicaciones ininterrumpidas. El avión pasó por una larga fase de desarrollo para introducir una computadora de misión nacional, un sistema de control de vuelo nacional, un radar de apertura sintética, un motor autóctono y un sistema identificador amigo-enemigo (IFF). Anka-B realizó su primer vuelo en 2014 y completó las pruebas de fábrica en 2015. En 2017, Turkish Aerospace Industries presentó Anka-S y el avión entró en servicio con la Fuerza Aérea de Turquía.
Turkish Aerospace Industries ofrece el avión en dos versiones, Anka-B y Anka-S. Anka-I fue desarrollado específicamente para la Organización Nacional de Inteligencia de Turquía para inteligencia de señales. Anka ha acumulado más de 90.000 horas de vuelo hasta marzo de 2021.
El dron lleva el nombre de Fénix, una criatura mitológica llamada Zümrüd-ü Anka en el idioma turco.